# 腹五社神社
腹五社神社（はらごしゃじんじゃ）は、鹿児島県鹿児島市黒神町にある神社。旧社格は村社。「原五社神社」とも書かれる。
活火山である桜島の東部に位置しており、境内の鳥居は1914年（大正3年）に発生した桜島の大正大噴火によって噴出した噴石により上部を残して埋没していることで知られ「黒神埋没鳥居」と呼ばれており、鹿児島県指定天然記念物となっている。

## 歴史
古くは五社大明神とも呼ばれていたとされる。寛永2年（1625年）に島津家久の命によって現在地から黒神村の浜辺に移転したが、再び寛政10年（1698年）に現在地に遷宮したとされている。
安永8年（1779年）に発生した安永大噴火の際に黒神から薩摩国鹿児島郡吉野村（現在の鹿児島市吉野町）へ移住した住民らは、黒神村の腹五社神社を勧請して吉野村に原五社神社を創建したとされる。
1914年（大正3年）1月12日に発生した桜島の大正大噴火では神社が噴石で埋没する被害を受けたが（#黒神埋没鳥居節も参照）、神体は一部が燃えたものの無事であったものについては現在もそのまま祀られている。

## 黒神埋没鳥居

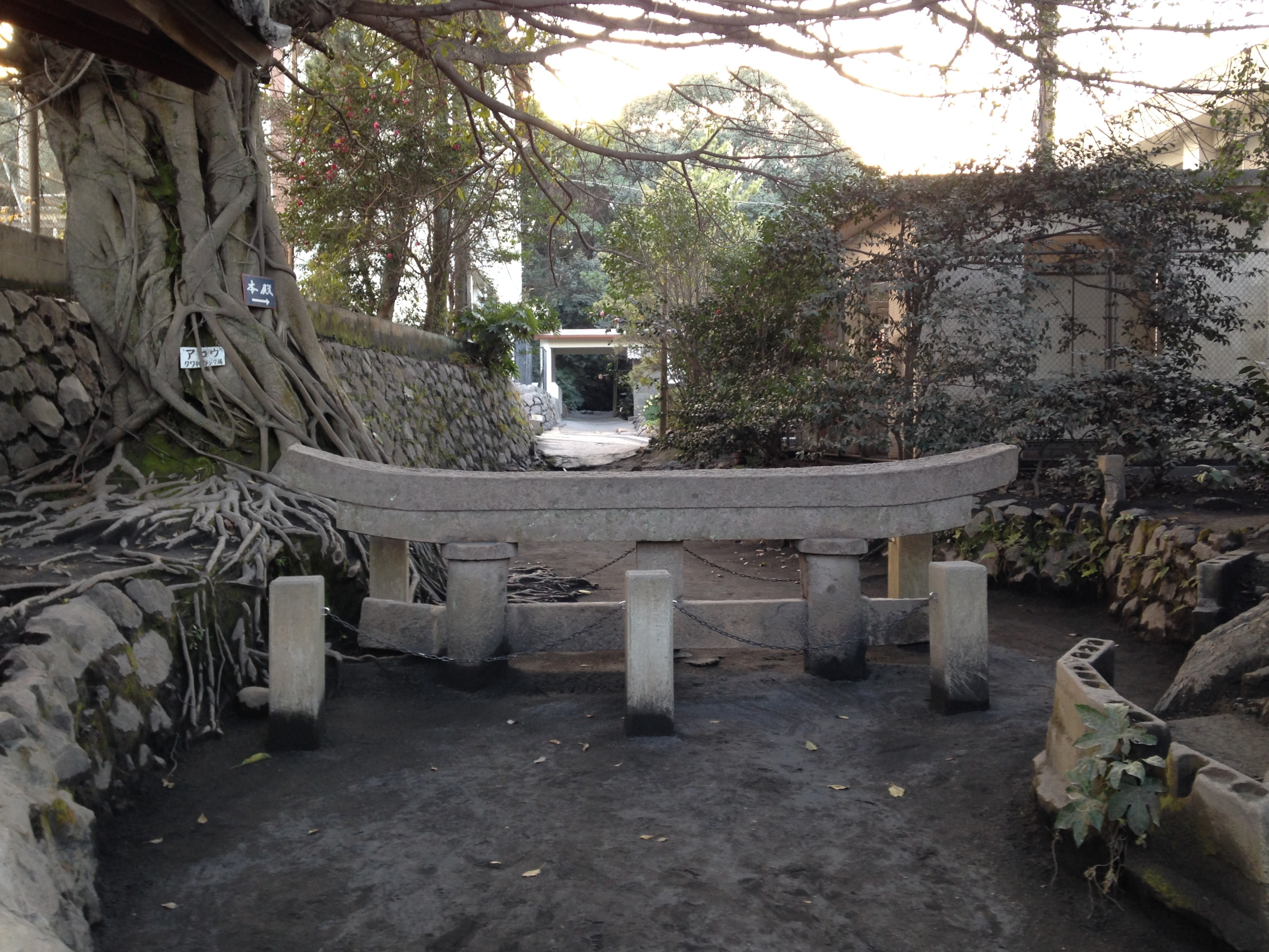
黒神埋没鳥居。鳥居の上部を残し埋没している

黒神埋没鳥居（くろかみまいぼつとりい）は、腹五社神社の境内にある鳥居の通称である。鹿児島県指定天然記念物（地質鉱物）。桜島・錦江湾ジオパークを構成するジオサイトのひとつ。
1914年（大正3年）1月12日に発生した桜島の大正大噴火は20世紀以降、日本で起きた火山噴火の中で噴出物量が最大であったこともあり、桜島全域で甚大な被害が出た。神社の所在する黒神集落では246戸のうち197戸が消失し、軽石や火山灰によって埋没する被害を受けた。
黒神集落にある腹五社神社も大きな被害を受け、堆積した噴石や火山灰により鳥居は上部を残し地面に埋没した。鳥居は斜長流紋岩の岩柱であり、全長3メートルであったとされるが、そのうち約2メートル程度が埋没しているとされている。
第二次世界大戦の終戦後に大正大噴火で埋没した黒神集落にある腹五社神社の鳥居を住民が掘り起こそうとしたが、当時の東桜島村長であった野添八百蔵は「災害の記憶として後世に残すべきである」として発掘を中止させ、黒神集落の民家にあった門柱と共に被災時の状態での保存がなされた。この現地保存について朽津信明・森井順之（2017）では「明確な意思を持って被災遺構の現地保存が試みられた最古級の事例に当たるだろう」としている。
1958年（昭和33年）4月28日には「噴火により埋没した鳥居,門柱」として同じく黒神町に現存する埋没した門柱と共に鹿児島県の天然記念物（地質鉱物）に指定された。噴火の凄まじい威力を後世に伝える遺跡として被災時の状態が残されている。

## 交通アクセス
- 桜島港（桜島フェリーターミナル）から車で約30分[5]